# Jubilee Trophy 2023 (Newfoundland en Labrador)
De Jubilee Trophy 2023 was het 47e seizoen van de vrouwenvoetbalcompetitie van Newfoundland en Labrador, de oostelijkste provincie van Canada. In de finale van de play-offs kroonde Holy Cross FC zich voor de achtste opeenvolgende keer tot kampioen.

## Wijzigingen
Voor het eerst in jaren nam CBS Strikers FC geen deel meer aan de Jubilee Trophy. Net als in het voorgaande seizoen telde de competitie echter vier teams, doordat Paradise SC de plaats van de Strikers innam.

## Clubs
De competitie telde in 2023 vier clubs die allen gevestigd waren in de Metropoolregio St. John's.
| Team                   | Stad/gemeente | Complex                      |
| ---------------------- | ------------- | ---------------------------- |
| Feildians AA           | St. John's    | King George V Park           |
| Holy Cross FC          | St. John's    | King George V Park           |
| St. John's Soccer Club | St. John's    | King George V Park           |
| Paradise Soccer Club   | Paradise      | Dianne Whalen Soccer Complex |

## Competitie

### Reguliere competitie
De reguliere competitie werd afgetrapt op 15 mei 2023 en afgesloten met de wedstrijden op 31 juli 2023. Alle teams speelden zesmaal tegen elkaar (driemaal thuis en driemaal uit) om tot een klassement op basis van achttien wedstrijden te komen.
| Pos | Team          | Wed | W  | G | V  | Ptn | DV | DT | +/− | Kwalificatie                |
| --- | ------------- | --- | -- | - | -- | --- | -- | -- | --- | --------------------------- |
| 1   | Holy Cross FC | 18  | 13 | 2 | 3  | 41  | 58 | 14 | +44 | Kwalificatie voor play-offs |
| 2   | Feildians AA  | 18  | 12 | 3 | 3  | 39  | 33 | 12 | +21 | Kwalificatie voor play-offs |
| 3   | St. John's SC | 18  | 6  | 4 | 8  | 22  | 38 | 35 | +3  | Kwalificatie voor play-offs |
| 4   | Paradise SC   | 18  | 0  | 1 | 17 | 1   | 3  | 71 | −68 | Kwalificatie voor play-offs |

### Play-offs
De play-offs vonden plaats van donderdag 10 augustus tot en met zondag 13 augustus 2023 in het King George V Park in St. John's. Deze eindronde bestond uit een systeem van halve finales gevolgd door een troostfinale en finale.
Doordat de competitie slechts vier ploegen telt, is iedereen dus automatisch gekwalificeerd voor de eindronde. De winnaar van de reguliere competitie heeft daarbij wel het voordeel dat ze het in de halve finales mochten opnemen tegen de laagst gerangschikte ploeg (en dus een betere kans op het spelen van de finale hadden).
| Wedstrijd       | Tijdstip              | Ploeg 1       | Uitslag | Ploeg 2       |
| --------------- | --------------------- | ------------- | ------- | ------------- |
| 1e halve finale | do 10/08/2023 (18u00) | Holy Cross FC | 5–0     | Paradise SC   |
| 2e halve finale | do 10/08/2023 (20u30) | Feildians AA  | 1–0     | St. John's SC |
|                 |                       |               |         |               |
| Troostfinale    | za 12/08/2023 (12u00) | Paradise SC   | 0–5     | St. John's SC |
|                 |                       |               |         |               |
| Finale          | zo 13/08/2023 (12u00) | Holy Cross FC | 1–0     | Feildians AA  |

In de finale namen de nummers 1 en 2 van de reguliere competitie het tegen elkaar op. Holy Cross FC, dat de reguliere competitie had gewonnen, wist in de seizoenfinale uiteindelijk met 1–0 te winnen van de Feildians. Ze behaalden zo voor de twaalfde maal in de clubgeschiedenis de provinciale eindzege bij de dames en kwalificeerden zich tegelijk voor de editie 2023 van de nationale Jubilee Trophy (dewelke ze uiteindelijk wonnen).